# Qara Nuru
Qara Nuru è un comune dell'Azerbaigian situato nel distretto di Saatlı.